# Драконт Афінський
Дракон іноді Драконт (грец. Δράκων [ˈdra.kɔːn]) — архонт Афін 7 століття до н. е. Склав для Афінської республіки 621 до н. е. перші писані закони, що частково продовжували діяти навіть за Солона. Кодекс законів, введений Драконтом, був таким суворим, що виник крилатий вислів «драконівські заходи», що означає надзвичайно суворі покарання.

## Закони Драконта
Запис звичаїв у Дракон(т)ових законах супроводжувався їх відбором і переглядом. Закони містять також закони щодо кримінальних справ, які відрізнялися крайньою жорстокістю: смертна кара призначалася не лише за крадіжку, підпал або умисне вбивство, але також і за незначні проступки.
Зберігся уривок з Драконтових законів за 409–408 до н. е., з яких видно, що за незумисне вбивство призначалося вигнання, але разом з тим встановлювалася можливість примирення родичів обох сторін. Якщо таких не виявиться, 10 членів фратрії, до якої належав убитий, могли дозволити вбивці доступ у країну. Обмежуючи кровну помсту, Драконтові закони забороняли самовільну розправу над вбивцею, за винятком тих випадків, коли він буде знайдений на його власній землі. Не вважалося злочином вбивство злодія, якщо воно було скоєне для самозахисту або повернення вкраденого майна. Важливе значення мали й норми Драконтових законів, присвячені організації судового процесу по кримінальних справах.
Драконтові закони діяли, очевидно аж до реформ Солона (594 до н. е.), однак норми, що стосуються незумисного вбивства і самозахисту, зберігалися в афінському праві довше. Закони Драконта були явно спрямовані на подолання звичаю кровної помсти, вони забороняли самовільну розправу. Відповідальність за вбивство ніс тільки вбивця, а не весь рід. До відповідальності залучалася також і людина, що підбурювала до вбивства. Це й ряд інших нововведень свідчили про боротьбу зі старими родовими звичаями на користь виниклих нових класових і державних відносин. Попри це, вираз «драконівські заходи» стало крилатим позначенням винятково твердих способів боротьби із чим-небудь. Пізніше говорили, що Драконт писав свої закони не чорнилом, а кров'ю. Законодавство Драконта, безсумнівно, було кроком уперед у розвитку грецького права. Тепер аристократи в судах уже були обмежені писаними правилами, виконання яких легко було перевірити. Солон скасував багато постанов 621 р. до н. е., але залишив у силі закони, які стосувалися ненавмисних убивств і самозахисту. Ім'я Драконта, незважаючи на строгість його законів, у стародавності користувалося високою повагою й ставилося поруч із іменами найкращих законодавців.

## Політична система Аттики за Драконта
Характер політичної системи Драконта Афінського та законодавства та їх характеристика:
- громадянські права мали ті, хто мав змогу купити собі важку зброю;

- 9 архонтів обирались серед людей, які мали вільний від боргів статок (щонайменше 10 мін);

- менш важливі посади вибирали з людей, що можуть придбати собі важке озброєння; на посаду ж стратегів і гіппархів обирали з людей, які показували вільне від боргів майно не менше як на сто мін і законних дітей від законної дружини у віці понад десять років;

- рада повинна була складатися з 401 члена, вибраних з числа громадян. Обиратися ж на цю останні посаду вважалося по долі людям понад 30 років від народження, і двічі одному і тому ж не можна було займати її, поки не відбудуть її все, а тоді належало кидати жереб знову спочатку. Якщо ж хто-небудь з членів Ради пропускав засідання Ради або Народного зібрання, коли воно бувало, той платив штраф: пентакосідомедімн — три драхми, вершник — дві, зевгіт — одну.

- перше кодифіковане законодавство, яке дійшло до нас, було складене Драконтом.

- Карне законодавство Драконта на перший погляд виглядає винятково жорстоким. Навіть за самі безневинні провини людина могла бути покараний стратою, наприклад за крадіжку овочів. Не вважалося злочином убивство злодія, якщо воно було зроблено з метою самозахисту або щоб відібрати своє майно. Смертю каралися святотатство, убивство або підпал.

- З іншого боку, ці закони відбили безсумнівний прогрес у розвитку афінського суспільства. Так, убивства були чітко розділені на навмисні, ненавмисні й вчинені в стані оборони. Особливе місце займали вбивства спокусника матері, дружини, дочки або сестри; сюди ж були віднесені вбивства в результаті нещасних випадків і при спортивних змаганнях.

- Ареопаг розглядав тільки навмисні вбивства й карав за них смертю, ненавмисні перебували у віданні спеціально заснованої колегії ефетів, що обираються із громадян не менш 50 років від народження й «випробуваної моральності». Ненавмисні вбивства могли каратися вигнанням, а не стратою. Убивства з метою самооборони, до яких зараховувався й захист власності, покаранню не підлягали.

- Ефетам належали чотири судові палати, у кожній з яких розбиралися справи тільки відомого змісту, так що ефети засідали то в одній, то в інший, дивлячись по роду справи, що належали суду. Цар головував при всіх розглядах подібних справ. Згодом, з розвитком демократії, діяльність колегії ефетів була в значній мірі обмежена, за нею залишилося тільки рішення релігійних питань. Штрафи (наприклад биками) та вигнання вводилися й для ряду інших злочинців.